# God of War (videogioco 2005)
God of War è un videogioco prodotto da SCE Studios Santa Monica e pubblicato negli Stati Uniti il 22 marzo 2005 mentre in Europa l'8 luglio dello stesso anno. Il gioco è un'avventura dinamica ispirato alla mitologia greca, con uno stile preso da Devil May Cry e Prince of Persia, con alcune possibilità come mosse speciali su determinati avversari nel caso di particolari combinazioni di tasti (Quick Time Event).
Sebbene questo gioco costituisca il primo episodio della serie, cronologicamente è il terzo capitolo appartenente alla prima saga chiamata "Prima Era" ambientata nella mitologia greca. 
La trama segue quella di God of War: Chains of Olympus e prosegue in God of War: Ghost of Sparta. Il suo primo seguito, God of War II, è arrivato in Italia il 2 maggio 2007.
Il videogioco è stato ben accolto dalla critica: su Metacritic ha totalizzato un punteggio di 94 su 100 basato su 75 recensioni, ha ricevuto il premio "Gioco d'azione dell'anno" allo Spike Video Game Award del 2005, e David Jaffe, il suo creatore, ha ricevuto il premio "Sviluppatore dell'anno".
Il gioco e il suo primo sequel, God of War II, sono stati rimasterizzati e rilasciati nel novembre 2009 come parte della God of War Collection, e nel 2012, la versione rimasterizzata è stata rilanciata come parte della God of War Saga, sia per PlayStation 3 (PS3). Un romanzo del gioco è stato pubblicato nel maggio 2010 e un adattamento cinematografico è in fase di sviluppo dal 2005.

## Trama
Kratos, potente guerriero al servizio degli Dei dell'Olimpo, sta per suicidarsi gettandosi dalla montagna più alta della Grecia.
Il titano Gaia comincia quindi a raccontare quello che accadde tre settimane prima quando, dopo essere stato salvato da Atena e Elio, tornò a servire gli Dèi: mentre navigava nel tempestoso Mar Egeo, la sua nave venne attaccata dalla mostruosa Idra, ma riuscì ad ucciderla grazie al potere degli dei donatogli da Poseidone; lo stesso destino di morte toccherà a tutti i membri dell'equipaggio della nave, nei confronti dei quali Kratos dimostra tutta la sua indifferenza: è infatti una macchina da guerra inarrestabile mosso unicamente dalla speranza che gli Dei dell'Olimpo, dopo dieci anni di fedele servizio, ponessero fine alle visioni del passato che affliggevano la sua mente. Poco dopo Atena gli fa ricevere un messaggio: Ares, il malvagio Dio della guerra, è sul punto di distruggere Atene invadendola con le sue truppe di legionari non morti, ma se fosse riuscito a fermarlo portando a termine la sua ultima e più grande sfida, il terribile passato che lo stava logorando e conducendo alla pazzia sarebbe stato perdonato.
Un tempo, infatti, Kratos era il più forte generale dell'esercito di Sparta finché un giorno un'enorme orda di barbari li attaccò, facendo strage dei soldati; mentre stava per essere ucciso dal Re barbaro, Kratos invocò l'intervento del suo dio protettore, lo stesso Ares, in cambio della propria anima: il Dio accettò la proposta e iniziò a sterminare i barbari mentre le arpie portarono dagli inferi le Lame del Caos, che furono legate ai polsi di Kratos e con cui decapitò il Re barbaro. Da quel giorno lo spartano diventò il flagello di Ares quando una notte, mentre seminava il panico in un villaggio ateniese, si inoltrò in un tempio per sterminare i sacerdoti di Atena, nonostante l'avvertimento dell'oracolo: in quello stesso istante Ares teletrasportò la moglie e la figlia di Kratos nel tempio e quest'ultimo le uccise per sbaglio. Disperato, Kratos cremò i loro corpi mentre l'oracolo del villaggio, per punirlo, trasferì le ceneri delle due sulla sua pelle facendola diventare completamente bianca: da quel momento Kratos divenne il "Fantasma di Sparta", un guerriero senza onore assetato di vendetta contro Ares.
Kratos sbarca quindi nel porto di Atene: la città è saccheggiata dalle armate di Ares e lo spartano, tra mostri feroci, riesce a sconfiggere e a decapitare la gorgone Medusa ottenendo, per il tramite di Afrodite, il potere di pietrificare chiunque; incontra poi l'Oracolo di Atene che gli comunica di trovare il suo tempio nel quale gli mostrerà come assassinare un dio. Nel percorso verso il tempio sarà Zeus a donare a Kratos la terza arma, quella del più potente fra tutti gli dei. Giunto sul posto Kratos assiste al rapimento dell'Oracolo da parte delle arpie di Ares: il destino di Atene, e dunque il suo, dipendono da lei e non può quindi sottrarsi al suo salvataggio. In cima alle scale del tempio incontra uno strano individuo, il Becchino, che sta scavando una tomba per lui dicendogli che questa lo aiuterà nel momento più disperato; Kratos salva quindi l'Oracolo dalle arpie di Ares ed ella gli consiglia di recarsi nel Deserto delle Anime Erranti per trovare il Vaso di Pandora, il cui potere può sconfiggere Ares.
Kratos parte quindi per il Deserto, dopo aver affrontato e sconfitto le feroci sirene, e raggiunge l'esiliato titano Crono, costretto a portare in eterno l'immenso Tempio di Pandora sulla schiena. Lo spartano inizia dunque a cercare il vaso superando le tre sfide del tempio: quella di Atlante, durante la quale attiva una statua dell'omonimo titano che gli apre un varco per poter proseguire, quella di Poseidone, grazie alla quale si impossessa del Tridente del Dio del mare (che lo rende in grado di respirare sott'acqua), e infine quella di Ade, durante la quale deve uccidere dei Centauri in degli appositi cerchi, eliminare i mostri di un labirinto e infine scontrarsi con il gigantesco guardiano del tempio.
Raggiungendo la salma dell'architetto del tempio Kratos conquista finalmente il Vaso; da Atene, tuttavia, Ares percepisce il tradimento del suo schiavo e, adirato, gli scaglia contro la scheggia di una colonna uccidendolo, lasciandolo a morire mentre le arpie sottraggono il vaso di Pandora. Kratos si ritrova quindi nell'Ade, il regno dei morti, ma riesce a fuggire grazie ad un portale in superficie, ovvero la tomba per Kratos scavata dal Becchino, in realtà un Dio mascherato. Kratos raggiunge quindi Ares nel tempio dell'oracolo di Atene, sottrae a questo il Vaso di Pandora e lo apre aumentando i propri poteri le sue dimensioni raggiungendo l'altezza di Ares e ingaggia con quest'ultimo il duello finale, al termine del quale riesce a uccidere brutalmente il Dio della guerra.
A questo punto Atena gli rivela che il suo passato è stato perdonato ma che gli Dèi non lo libereranno dai suoi incubi; disperato, Kratos sale sull'Olimpo e si getta nel vuoto (e qui si ritorna all'incipit), ma la dea lo salva: dopo avergli donato le sue Lame, Atena gli offre il trono di Dio della guerra come segno della riconoscenza degli altri Olimpici per aver fermato i folli piani di Ares e Kratos accetta.

## Modalità di gioco
God of War è un'avventura dinamica in terza persona a telecamera in prospettiva fissa che combina il platforming a elementi hack and slash. Il giocatore controlla Kratos, il protagonista, tramite sezioni platform, rompicapo e combattimento, e combatte contro nemici appartenenti alla mitologia greca come soldati non morti, Arpie, Minotauri, ciclopi, sirene, satiri, centauri, cerberi, le Gorgoni, tra cui Medusa, e persino i tre boss del gioco, ossia l'Idra, il Guardiano di Pandora (un minotauro gigante) e lo stesso Ares.
Gli elementi platform richiedono che il giocatore scali mura e scale, salti burroni e superi altri simili elementi come funi e piattaforme in equilibrio. Alcuni enigmi sono semplici, come spostare una cassa da usare come trampolino per raggiungere un luogo altrimenti irraggiungibile, mentre altri, più complessi, richiedono il ritrovamento di vari oggetti in diverse aree per sbloccare una porta.
Nelle numerosissime aree di gioco, il giocatore può trovare e aprire bauli verdi, blu e rossi, ognuno contenente sfere del rispettivo colore: le sfere verdi guariscono Kratos ripristinandone la salute, quelle blu riempiono la barra di magia usabile per gli attacchi speciali, e quelle rosse, raccoglibili anche uccidendo nemici e distruggendo vari oggetti inanimati, rappresentano i punti esperienza, usabili per potenziare armi e oggetti, e riempiono la barra speciale che permette di usare l'attacco Ira degli Dei una volta riempita. Kratos può trovare anche degli Occhi di Gorgone e delle Piume di Fenice che allungano rispettivamente la barra di salute e magia.
Kratos combatte usando le Lame del Caos, un paio di spade attaccate a delle catene fusesi ai suoi polsi e avambracci. Più avanti, potrà usare un'arma aggiuntiva, la Spada di Artemide, una spada grande e lunga che offre nuove opzioni d'attacco, quattro magie speciali (la Furia di Zeus, lo Sguardo di Medusa, la Furia di Poseidone e l'Esercito di Ade) e soprattutto l'Ira degli Dei. Kratos potrà anche ottenere un artefatto chiamato Tridente di Poseidone, che gli permetterà di respirare sott'acqua per un tempo illimitato, offrendo nuove possibilità di movimento ed esplorazione.
Data la presenza di alcuni nemici più forti del solito, God of War introduce i quick time event (QTE), dove si preme il tasto Cerchio e si esegue una sequenza di tasti che termina con la morte dell'avversario in caso di vittoria, o nel danneggiamento di Kratos in caso di fallimento. È presente anche un minigioco a tema sessuale che avviene quando Kratos, a un certo punto del gioco, incontra due donne gemelle (questa caratteristica apparirà in tutta la serie tranne in Ascension e nei capitoli ambientati nella mitologia norrena).
Una volta finito il gioco, verrà sbloccata la modalità Sfida degli Dei, una serie di dieci sfide che richiedono altrettanti compiti da completare. Finendo il gioco nelle varie difficoltà, è possibile anche sbloccare costumi secondari per Kratos, video dietro le quinte e concept art per i personaggi e le ambientazioni.

## Fumetto
Una trasposizione a fumetti del gioco fu annunciata nel 2009 per l'ottobre di quell'anno, con i testi affidati a Marv Wolfman, illustrazioni a Kevin Spark e copertine di Andy Perks. Alla fine la data d'uscita fu fatta slittare al 31 marzo 2010, per sincronizzare la pubblicazione del fumetto col terzo capitolo della serie videoludica, sostituendo alle illustrazioni Andrea Sorrentino.
Il fumetto tratta delle origini del protagonista, dalla sua infanzia spartana fino al primo capitolo.

## Accoglienza
| Testata                                  | Giudizio |
| ---------------------------------------- | -------- |
| GameRankings (media al 31 dicembre 2020) | 94%      |
| Metacritic (media al 31 dicembre 2020)   | 94/100   |
| 1UP.com                                  | A+       |
| Eurogamer                                | 9/10     |
| Game Informer                            | 10/10    |
| GamePro                                  | 4,5/5    |
| GameSpot                                 | 9,3/10   |
| GameSpy                                  | 5/5      |
| GamesRadar+                              | 5/5      |
| IGN                                      | 9,8/10   |

God of War ha ricevuto il plauso della critica stando alle recensioni aggregate sul sito Metacritic con un punteggio totale di 94 su 100,, mentre GameRankings lo ha votato con un 94%. Tom Lane di CNN ha scritto che "God of War è il tipo di gioco che ti fa ricordare perché giochi ai videogiochi in primo luogo", e lo ha dichiarato avvincente, con un'azione bilanciata con una modesta quantità di elementi puzzle e platforming. Ne ha inoltre lodato i rapidi progressi, e ha dichiarato: "è uno dei [giochi] più violenti sul mercato".
Raymond Padilla di GameSpy ha ritenuto il gameplay "eccellente" e che possiede "forse la violenza più brutale, esagerata e sopra le righe che abbia mai visto". Ne ha lodato la generosità del sistema di combo, e la facilità con la quale possono essere eseguite. Chris Sell di PAL Gaming Network ha scritto che l'aspetto più godibile del combattimento è la sua semplicità, e che i QTE sono "superbamente godibili", "altamente soddisfacenti" e ancor meglio divertenti durante le boss fight. Quanto alla combinazione tra combattimento e platforming, Sell ha dichiarato: "God of War li combacia perfettamente".
Lane ha ritenuto la storia "interessante", mentre Sell l'ha considerata ben strutturata e raramente traballante. Padilla ha scritto: "God of War è la cosa migliore proveniente dalla mitologia greca" da quanto Harry Hamlin interpretava Perseo in Scontro tra titani. Ha ritenuto il sonoro forte, ma alcune tracce musicali e voci parlate sono state ritenute sopravvalutate. Kristan Reed di Eurogamer ha ritenuto l'audio "un esempio sorprendentemente evocativo di una colonna sonora drammatica ed effetti incredibili".
Sell ha dichiarato che le grafiche sono "forse le migliori sulla PS2" e rivaleggiano giochi sulla Xbox, e ha dichiarato che i modelli dei personaggi sono "eccellenti", e che ogni livello possiede la sua sensazione distintiva. Eric Blattberg di PlayStation Universe ne ha lodato le grafiche realistiche e capaci di partire a 480p su un televisore a grande schermo, e ha dichiarato come le textures fossero notevoli, e gli ambienti "sorprendenti e incredibilmente dettagliati". Mikel Reparaz di GamesRadar ha notato i molteplici dettagli, elaborando come fosse una conseguenza dell'hardware stagionato della PS2, ma "le grafiche occasionalmente balbettano o rallentano pure". Ha comunque dato al gioco un punteggio perfetto, concludendo "questi problemi sono soltanto un pizzico per il design creativo, la trama avvincente e il divertimento generale di God of War. Uno dei migliori titoli d'azione sulla PS2, God of War si erge come un capolavoro ultraviolento."
Sell ha però dichiarato che God of War possiede alcuni difetto, l'unico dei quali andrebbe menzionato è il sistema di telecamera: per quanto siano capaci di seguire Kratos, "vi sono alcuni fastidiosi momenti dove vieni attaccato da qualcosa off-screen, o non riesci a fare un salto perché non lo vedi eseguire come si deve". Sell si è inoltre lamentando della mancanza di rigiocabilità, il tempo che si impiega nell'aggiornare gli oggetti, e la battaglia finale con Ares, che ha ritenuto "un po' deludente". Reed ha scritto che, in alcune occasioni, ha trovato "un po' fastidiose" alcune parti di piattaforme in equilibrio, e ha ritenuto che i giocatori potrebbero essere delusi dal numero dei nemici, ma certamente il gameplay "li farà sentire pienamente soddisfatti".
La rivista Play Generation lo ha posto come il quinto titolo splatter più nauseante e come il secondo con l'avventura più antica tra quelli disponibili su PlayStation 2. La stessa testata considerò Idra come il secondo boss più epocale mentre Kratos come il quinto personaggio più tamarro, il quarto bicipite più pompato ed il terzo personaggio meno vestito.
Il titolo ha goduto fin da subito di un grande successo, riuscendo a superare Resident Evil 4, Gran Turismo 4 e Metal Gear Solid 3: Snake Eater.